# Thoknia
Thoknia  este un oraș în Grecia în Prefectura Arcadia. Este situat în apropiere de confluența râurilor Alfeios și Elissonas, la o altitudine de aproximativ 360 m. A fost numit după vechiul oraș arcadian Thocnia, care se afla în zonă. Thoknia se află la 2 km est de Kato Karyes, la 3 km sud-est de Kyparissia, la 3 km sud-vest de Plaka și la 5 km nord-vest de Megalopoli. Thoknia a avut o populație de 36 de locuitori în 2011. Satul este înconjurat de mine de lignit.